# Liste des monuments aux morts du 20e arrondissement de Paris
Cet article recense les monuments aux morts du 20e arrondissement de Paris, en France.

## Liste
- Cimetière du Père-Lachaise :
  - Monument aux déportés d'Auschwitz-Birkenau, Françoise Salmon (1949)[1]
  - Monument aux déportés de Bergen-Belsen, Guillaume d'Astorg (1994)[1]
  - Monument aux déportés de Buchenwald-Dora, Louis Bancel (1964)[1],[2]
  - Monument aux déportés de Buna-Monowitz-Auschwitz III, Louis Mitelberg (1993)[1]
  - Monument aux déportés de Dachau, Louis Docoet et François Spy (1985)[1]
  - Monument aux déportés de Flossenbürg (1988)[1]
  - Monument aux déportés de Mauthausen, Gérard Choain (1958)[1],[2]
  - Monument aux déportés de Natzweiler-Struthof (2004)[1]
  - Monument aux déportés de Neuengamme, Pierre Honoré (1949)[1],[2]
  - Monument aux déportés d'Oranienburg-Sachsenhausen, Jean-Baptiste Leducq (1970)[1],[2]
  - Monument aux déportés de Ravensbrück, Émile Morlaix (1949)[1],[2]
  - Monument aux déportés du Convoi 73 (2006)[1]
  - Monument aux déportés du travail, I. et J. Gallo[2]
  - Monument aux Espagnols morts pour la Liberté, I. et J. Gallo (1969)[1],[2]
  - Monument aux morts, Albert-Paul Bartholomé (1899)[2]
  - Monument aux héros et martyrs de la Résistance fusillés par les nazis[3]
  - Monuments aux garibaldiens de l'Argonne[3]
  - Monument aux personnels des Hôpitaux de Paris victimes du devoir
  - Monument des travailleurs municipaux
  - Monument aux résistants russes[3]
  - Monument aux soldats belges morts en France entre 1914 et 1919[3]
  - Monument des soldats grecs morts en France[3]
  - Monument aux soldats tchécoslovaques[3]
  - Monument aux héros de la Résistance assassinés par les nazis[3]
  - Monument aux victimes non reconnues de l'incendie du Bazar de la Charité[4]
  - Monument aux victimes de juin (1836)
  - Monument aux victimes non identifiées de l'incendie de l'Opéra Comique (1888)
  - Monument aux victimes de l'OAS (2011)
  - Stèle en mémoire des disparus des Abdellys (2015)
  - Monument aux victimes de l'attentat du DC-10 d'UTA
  - Monument aux victimes de la catastrophe aérienne du 3 janvier 2004 (2007)
  - Monument aux victimes de la catastrophe aérienne du 16 août 2005 (2007)
  - Monument aux victimes de la catastrophe aérienne du 1er juin 2009 (2010)
  - Monument à la mémoire des soldats morts pendant le siège de Paris
  - Monument de la garde nationale[3]
  - Monument à la mémoire des soldats morts pendant le siège de Paris de 1870–1871 (1879)
  - Monuments de 1870 aux défenseurs de Belfort, Jacques Robichon (1911)[3]
  - Mémorial des Arméniens tombés pour la France[3]
  - Mémorial de l'Afrique française du Nord (2003)[3]
  - Monument du souvenir (1881)
  - Mur des Fédérés
  - Stèle à la mémoire des victimes du génocide des Tutsi au Rwanda (2014)